# Comté de Migori
Le comté de Migori est le plus austral des six comtés de l'ancienne province de Nyanza au Kenya. Il n'a pas d'accès au golfe de Winam mais bien au lac Victoria. Il est peuplé par des Luo, des Luo Suba et les Kuria. Son chef-lieu est Migori.

## Histoire
C'est le 4 août 2010, par l'adoption par les Kényans de la nouvelle Constitution, qu'est créé le comté. Cependant, il faut attendre le 28 mars 2013 pour la pérennisation de ses pouvoirs législatifs et exécutifs.

## Géographie et géologie
Situé sur le lac Victoria, Il est bordé au nord par le comté de Homa Bay, à l'est par les comtés de Kisii et de Narok, au sud par la région de Mara (en Tanzanie) et à l'est par la frontière avec l'Ouganda (lac Victoria).
Le point culminant est le point d'intersection avec la frontière tanzanienne et la limite avec le comté de Narok à 1 875 m (1° 23′ 12″ S, 34° 43′ 37″ E) tandis que l'altitude la moins élevée est le lac Victoria avec 1 131,7 m.
Le sous-sol, essentiellement formé de basalte, constitue l'extrémité australe de la faille ouest du linéament oriental de la vallée du Grand Rift (rift Kavirondo ou rift de Nyanza) formée par les activités tectoniques du Miocène.
La datation au K-AR de la stratigraphie séquentielle montre que l'activité volcanique et tectonique y fut continuelle jusqu'à sept Ma avant notre ère.
Près des rives du lac Victoria, les sols sont constitués de terreau sablonneux formé à partir de roches sédimentaires. Les dépôts alluviaux provenant de l’érosion des hautes terres apparaissent fréquemment le long des plaines d’inondation des deux principales rivières que sont la Kuja et la Migori.
Des métaux « nobles » tels le cuivre et l'or sont extraits dans la mine de Malcader.

## Hydrographie

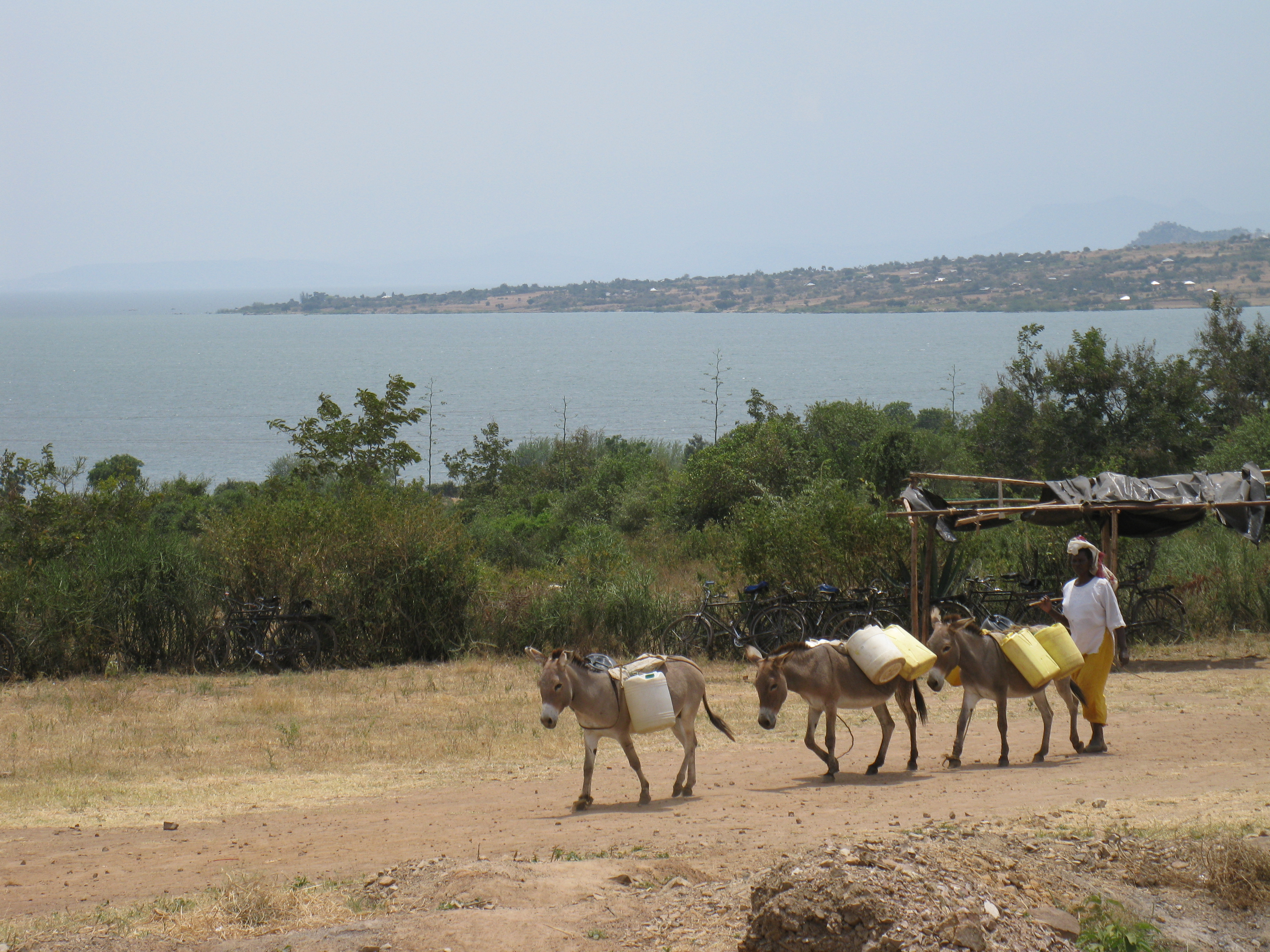
La baie de Muhuru.

Principales rivières :
- Kuja,
  - Ongoche,
  - Miroche,
  - Migori,
  - Oyani ;
- Misiwi ;
- Tito ;
- Sare,
  - Misadhi,
  - Riana ;
- Misiwi.

Lacs :
- lac Victoria ;
- lac artificiel et barrage Gogo.

Marais :
- delta de la Kuja.

## Population
La superficie totale est de 2 596,4 km2 dont 2 005 km2 sur terre ferme et 591,4 km2 sous eau (lac Victoria). Cette surface de terre ferme pour 917 170 habitants donne une densité réelle de peuplement de 457,44 hab./km2. Lors du dernier recensement national de 2009, cette population était composée de 180 211 familles, soit une moyenne de 5,09 personnes par famille et constituée par 444 356 personnes de sexe masculin et 472 814 personnes de sexe féminin.

## Situation sanitaire
Quelques particularités du comté :
- neuf hôpitaux publics avec seulement 18 docteurs en médecine ;
- quatre hôpitaux privés.

## Enseignement
Selon le rapport annuel Statistical Abstract 2010 édité par le Kenya National Bureau of Statistics (KNBS),  (ISBN 9966-767-24-X) et concernant l'année 2009, le comté compte :
- 274 072 enfants scolarisés dans 788 écoles primaires ;
- 17 554 étudiants scolarisés dans 144 établissements du secondaire ;
- Trois institutions du supérieur, toutes situées à Migori :
  - Moi Institute of Technology ;
  - Campus de l'université de Nairobi ;
  - Campus de l'université Moi.

## Structure sociétale

### Structure exécutive et législative
Depuis le 28 mars 2013, et consécutivement aux élections générales du 4 mars 2013, le comté (County), comme tous les autres comtés du Kenya, est semi-autonome par rapport au gouvernement central. L'entité peut lever des impôts ou adopter des règlements locaux (par ex. : urbanisme, police) ainsi que gérer les ressources naturelles, humaines et les infrastructures pour autant que la décision ne soit pas contraire ni à la Constitution ni aux Lois de l'État. L'autorité exécutive du comté est responsable des moyens qui lui sont apportés par l'exécutif national.
L'autorité exécutive comporte un gouverneur, un vice-gouverneur et dix autres membres. Le gouverneur actuel est Zachary Obado (PDP)
L'assemblée locale est constituée de 67 élus (un par Ward, « autorité locale ») auxquels il faut ajouter le Président ex officio de l'assemblée locale (Chairman of the County Cuncil).

### Structure administrative
Le comté est divisé, depuis 2009, en cinq districts (wilaya) eux-mêmes partagés en divisions administratives (tarafa), elles-mêmes divisées en localités (Mtaa) et, enfin, ces dernières en quartiers (Kijiji) :
- district de Kuria East, chef-lieu Kegonga ;
- district de Kuria West, chef-lieu Kehancha ;
- district de Masaba, chef-lieu Keroka ;
- district de Migori, chef-lieu Migori ;
- district de Rongo, chef-lieu Rongo.

Depuis les élections générales du 4 mars 2013, les districts ne sont plus gérés par l'exécutif national mais bien par l'exécutif local du comté.

### Structure électorale
Depuis 1988, le comté est constitué de cinq circonscriptions électorales (Constituencies). Chacune des circonscriptions, qui sont, depuis 2010, territorialement équivalentes aux districts, est représenté par un député (Member of Parliament ou MP) à l'Assemblée nationale qui compte actuellement 351 membres. Depuis 2013, le comté compte trois circonscriptions supplémentaires, soit huit au total.
Durant l'élection législative du 4 mars 2013, les électeurs du comté ont aussi, pour la première fois, élu leur représentant au Sénat. Celui-ci est Ogenga Tom Were (TNA).

### Musées et parcs nationaux du comté
- partie sud du parc national de Ruma ;
- Thimlich Ohinga, site archéologique

### Localités et autres lieux du comté
- Migori, chef-lieu du comté et du district de Migori ;
- îlot de Migingo ;
- mausolée de Blasio Simeo Malkio Ondeto, le fondateur du mouvement religieux Legio Maria, à Got Kwer.

### Personnalités liées au comté
- Gor k'Ogalo, chef tribal.

## Sources et bibliographie
Statistical Abstract 2010 édité par le Kenya National Bureau of Statistics (KNBS),  (ISBN 9966-767-24-X)